# فهرست فیلم‌های ارسالی ایران برای جایزه اسکار بهترین فیلم بین‌المللی

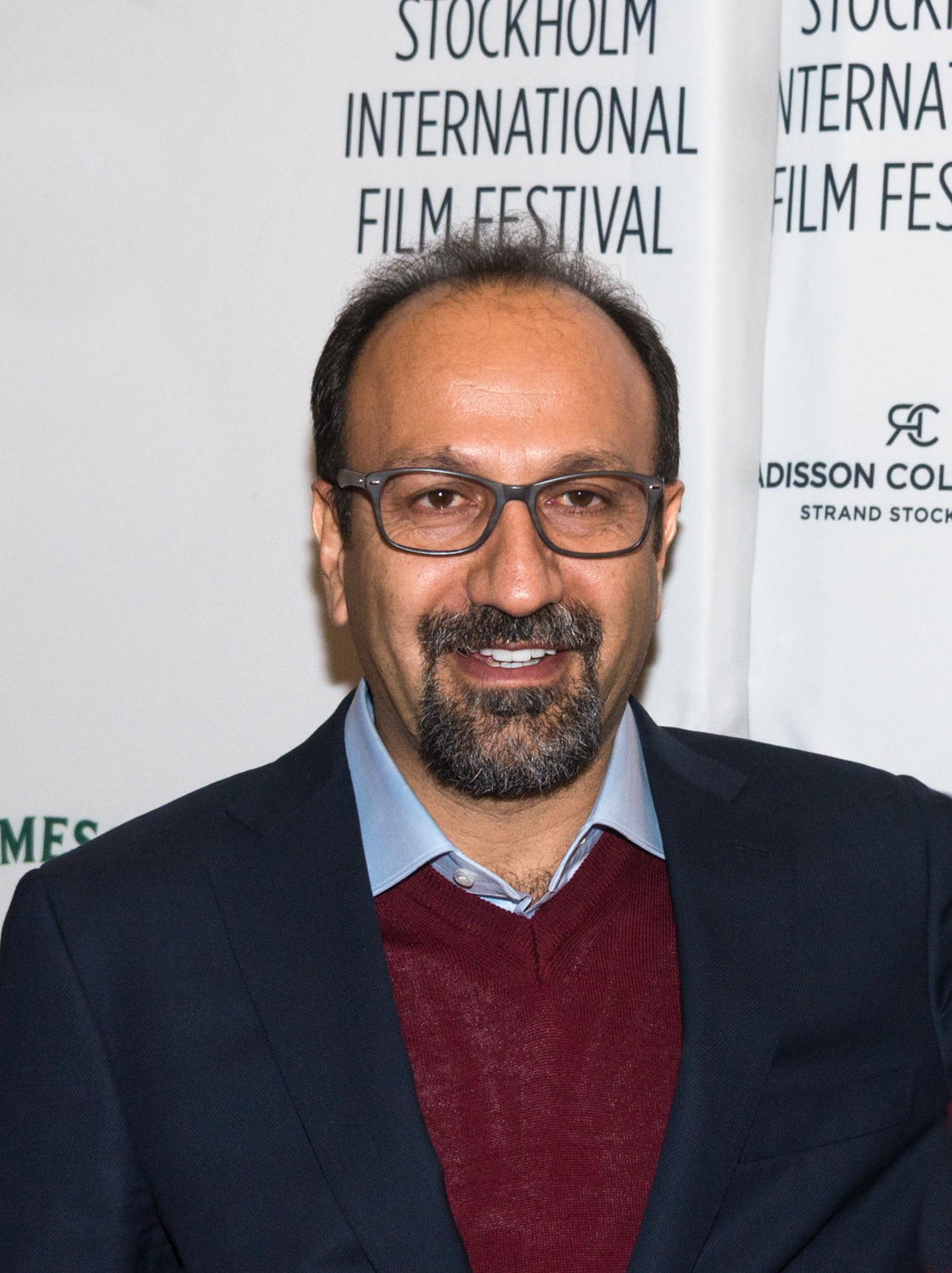
اصغر فرهادی با ارسال پنج فیلم و دریافت دو اسکار موفق‌ترین کارگردان ایرانی در اسکار است

جایزه اسکار بهترین فیلم بین‌المللی که تا ۲۰۲۰ با نام بهترین فیلم خارجی زبان شناخته می‌شد، یکی از جایزه‌های اسکار است که از سوی آکادمی علوم و هنرهای سینما به فیلم‌های غیر آمریکایی و عمدتاً غیر انگلیسی زبان اهدا می‌شود. نخستین دوره جوایز اسکار در ۱۹۲۹ برگزار شد و در آن زمان بخش فیلم‌های خارجی وجود نداشت. در فاصله ۱۹۴۷ تا ۱۹۵۵ جایزه بهترین فیلم خارجی یک بخش غیر رقابتی بود که به فیلم‌هایی ارائه می‌شد که در آمریکا نمایش داده شده بودند. از ۱۹۵۶ یک بخش رقابتی به نام بهترین فیلم خارجی به جوایز اسکار افزوده شد و از آن سال تا کنون بی‌وقفه به فیلم‌های غیر آمریکایی و غیر انگلیسی زبان که در ایالات متحده آمریکا به نمایش درآمده باشند ارائه شده‌است.
نخستین فیلمی که از سوی ایران برای رقابت در اسکار ارائه شد فیلم دایره مینا ساختهٔ داریوش مهرجویی بود که در ۱۹۷۷ به آکادمی علوم و هنرهای سینما ارائه شد اما در میان پنج کاندیدای نهایی جایی نداشت. بعد از این دوره ایران تا ۱۹۹۴ فیلم دیگری به اسکار نفرستاد. در ۱۹۹۴ ایران زیر درختان زیتون ساختهٔ عباس کیارستمی را به اسکار فرستاد و از این سال تا به امروز به جز یک وقفه یک ساله در ۲۰۱۲ هر سال یک فیلم به اسکار فرستاده‌است. نخستین فیلم ایرانی که به فهرست پنج کاندیدای نهایی رسید فیلم بچه‌های آسمان ساختهٔ مجید مجیدی بود که در ۱۹۹۸ نامزد دریافت اسکار بهترین فیلم خارجی شد اما در نهایت جایزه را به فیلم زندگی زیباست ساختهٔ روبرتو بنینی از ایتالیا باخت. در ۲۰۱۱ فیلم جدایی نادر از سیمین ساختهٔ اصغر فرهادی تبدیل به دومین فیلم ایرانی شد که توانست در میان پنج کاندیدای نهایی جا بگیرد و در نهایت برنده جایزه اسکار نیز شد. در ۲۴ سپتامبر ۲۰۱۲ ایران فیلم یه حبه قند ساختهٔ رضا میرکریمی را به عنوان نماینده‌اش به اسکار معرفی کرد اما در همان زمان رئیس بنیاد سینمایی فارابی به دلیل پخش ویدئو بی‌گناهی مسلمانان در وب‌سایت یوتیوب درخواست بایکوت کردن اسکار را کرد و با تأیید وزیر فرهنگ و ارشاد اسلامی ایران در آن سال فیلمی به اسکار نفرستاد. سومین و آخرین فیلم ایرانی که تا به امروز به فهرست پنج کاندیدای نهایی راه یافته‌ فروشنده دیگر ساختهٔ فرهادی است که توانست در ۲۰۱۶ دومین اسکار برای فرهادی و ایران را به دست آورد.
فیلم در سایه سرو نخستین انیمیشن سینمای کوتاه ایران است که برنده جایزه اسکار شده است.در سایه سرو به کارگردانی مشترک شیرین سوهانی و
حسین ملایمی در نود و هفتمین دورهٔ جوایز اسکار در سال ۲۰۲۵ برندهٔ جایزهٔ اسکار بهترین انیمیشن کوتاه شد. این اثر پس از جدایی نادر از سیمین و فروشنده، سومین اثر تاریخ سینمای ایران است که جایزهٔ اسکار را به دست آورده است.

## فیلم‌های ارسالی
آکادمی علوم و هنرهای سینمایی از ۱۹۵۶ هر ساله از فیلم‌سازان کشورهای مختلف دنیا دعوت می‌کند تا بهترین فیلم هر کشور را برای رقابت در بخش بهترین فیلم بین‌المللی به این آکادمی ارسال کنند. اسامی فیلم‌های ارسالی باید تا روز ۱ سپتامبر هر سال اعلام شوند. کمیته جایزه فیلم خارجی زبان مسئولیت بررسی و مرور فیلم‌های ارسالی را بر عهده دارد و سپس با رأی‌گیری مخفی از بین اعضای آکادمی پنج نامزد نهایی بهترین فیلم بین‌المللی انتخاب می‌شوند.
بر اساس قوانین آکادمی علوم و هنرهای سینمایی یک نهاد سینمایی از سوی هر کشور باید فیلم‌های غیر انگلیسی زبان را به عنوان فیلم منتخب آن کشور به آکادمی ارائه کند. در ایران این وظیفه به عهده بنیاد سینمایی فارابی گذاشته شده‌است. بنیاد فارابی از ۱۹۹۳ هر ساله نماینده ایران را به آکادمی علوم و هنرهای سینمایی معرفی کرده‌است.

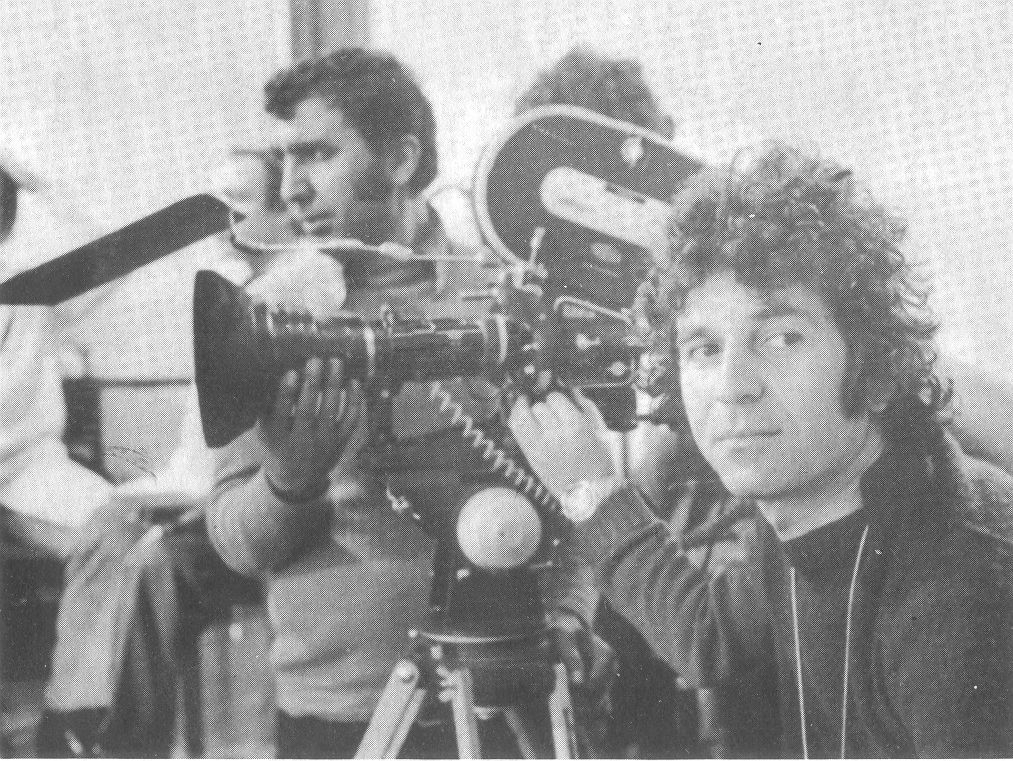
داریوش مهرجویی در پشت صحنه دایره مینا، نخستین فیلم ارسالی از ایران به اسکار

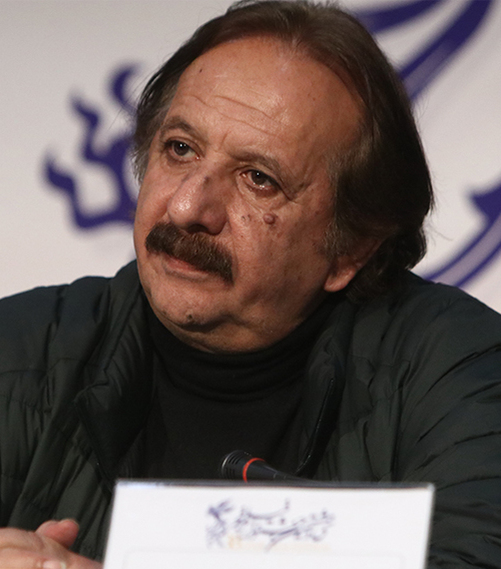
مجید مجیدی با شش اثر ارسالی بیشترین تعداد آثار ارسالی را دارد

| فهرست فیلم‌های ارسالی ایران برای جایزه اسکار بهترین فیلم بین‌المللی | فهرست فیلم‌های ارسالی ایران برای جایزه اسکار بهترین فیلم بین‌المللی | فهرست فیلم‌های ارسالی ایران برای جایزه اسکار بهترین فیلم بین‌المللی | فهرست فیلم‌های ارسالی ایران برای جایزه اسکار بهترین فیلم بین‌المللی | فهرست فیلم‌های ارسالی ایران برای جایزه اسکار بهترین فیلم بین‌المللی | فهرست فیلم‌های ارسالی ایران برای جایزه اسکار بهترین فیلم بین‌المللی |
| سال (دوره)                                                        | عنوان فیلم                                                        | عنوان انگلیسی                                                     | کارگردان                                                          | نتیجه                                                             | م.                                                                |
| ----------------------------------------------------------------- | ----------------------------------------------------------------- | ----------------------------------------------------------------- | ----------------------------------------------------------------- | ----------------------------------------------------------------- | ----------------------------------------------------------------- |
| ۱۹۷۷ (۵۰ام)                                                       | دایره مینا                                                        | The Cycle                                                         | داریوش مهرجویی                                                    | پذیرفته نشد                                                       | [ ۱۱ ]                                                            |
| ۱۹۹۴ (۶۷ام)                                                       | زیر درختان زیتون                                                  | Through the Olive Trees                                           | عباس کیارستمی                                                     | پذیرفته نشد                                                       | [ ۱۲ ]                                                            |
| ۱۹۹۵ (۶۸ام)                                                       | بادکنک سفید                                                       | The White Balloon                                                 | جعفر پناهی                                                        | پذیرفته نشد                                                       | [ ۱۳ ]                                                            |
| ۱۹۹۷ (۷۰ام)                                                       | گبه                                                               | Gabbeh                                                            | محسن مخملباف                                                      | پذیرفته نشد                                                       | [ ۱۴ ]                                                            |
| ۱۹۹۸ (۷۱ام)                                                       | بچه‌های آسمان                                                      | Children of Heaven                                                | مجید مجیدی                                                        | پذیرفته شد                                                        | [ ۱۵ ]                                                            |
| ۱۹۹۹ (۷۲ام)                                                       | رنگ خدا                                                           | The Color of Paradise                                             | مجید مجیدی                                                        | پذیرفته نشد                                                       | [ ۱۶ ]                                                            |
| ۲۰۰۰ (۷۳ام)                                                       | زمانی برای مستی اسب‌ها                                             | A Time for Drunken Horses                                         | بهمن قبادی                                                        | پذیرفته نشد                                                       | [ ۱۷ ]                                                            |
| ۲۰۰۱ (۷۴ام)                                                       | باران                                                             | Baran                                                             | مجید مجیدی                                                        | پذیرفته نشد                                                       | [ ۱۸ ]                                                            |
| ۲۰۰۲ (۷۵ام)                                                       | من ترانه ۱۵ سال دارم                                              | I'm Taraneh, 15                                                   | رسول صدرعاملی                                                     | پذیرفته نشد                                                       | [ ۱۹ ]                                                            |
| ۲۰۰۳ (۷۶ام)                                                       | نفس عمیق                                                          | Deep Breath                                                       | پرویز شهبازی                                                      | پذیرفته نشد                                                       | [ ۲۰ ]                                                            |
| ۲۰۰۴ (۷۷ام)                                                       | لاک‌پشت‌ها هم پرواز می‌کنند                                          | Turtles Can Fly                                                   | بهمن قبادی                                                        | پذیرفته نشد                                                       | [ ۲۱ ]                                                            |
| ۲۰۰۵ (۷۸ام)                                                       | خیلی دور، خیلی نزدیک                                              | So Close, So Far                                                  | رضا میرکریمی                                                      | پذیرفته نشد                                                       | [ ۲۲ ]                                                            |
| ۲۰۰۶ (۷۹ام)                                                       | کافه ترانزیت                                                      | Café Transit                                                      | کامبوزیا پرتوی                                                    | پذیرفته نشد                                                       | [ ۲۳ ]                                                            |
| ۲۰۰۷ (۸۰ام)                                                       | میم مثل مادر                                                      | M for Mother                                                      | رسول ملاقلی‌پور                                                    | پذیرفته نشد                                                       | [ ۱۸ ]                                                            |
| ۲۰۰۸ (۸۱ام)                                                       | آواز گنجشک‌ها                                                      | The Song of Sparrows                                              | مجید مجیدی                                                        | پذیرفته نشد                                                       | [ ۲۴ ]                                                            |
| ۲۰۰۹ (۸۲ام)                                                       | درباره الی                                                        | About Elly                                                        | اصغر فرهادی                                                       | پذیرفته نشد                                                       | [ ۲۵ ]                                                            |
| ۲۰۱۰ (۸۳ام)                                                       | بدرود بغداد                                                       | Farewell Baghdad                                                  | مهدی نادری                                                        | پذیرفته نشد                                                       | [ ۲۶ ]                                                            |
| ۲۰۱۱ (۸۴ام)                                                       | جدایی نادر از سیمین                                               | A Separation                                                      | اصغر فرهادی                                                       | برنده اسکار                                                       | [ ۲۷ ]                                                            |
| ۲۰۱۳ (۸۶ام)                                                       | گذشته                                                             | The Past                                                          | اصغر فرهادی                                                       | پذیرفته نشد                                                       | [ ۲۸ ]                                                            |
| ۲۰۱۴ (۸۷ام)                                                       | امروز                                                             | Today                                                             | رضا میرکریمی                                                      | پذیرفته نشد                                                       | [ ۲۹ ]                                                            |
| ۲۰۱۵ (۸۸ام)                                                       | محمد رسول‌الله                                                     | Muhammad: The Messenger of God                                    | مجید مجیدی                                                        | پذیرفته نشد                                                       | [ ۳۰ ]                                                            |
| ۲۰۱۶ (۸۹ام)                                                       | فروشنده                                                           | The Salesman                                                      | اصغر فرهادی                                                       | برنده اسکار                                                       | [ ۳۱ ]                                                            |
| ۲۰۱۷ (۹۰ام)                                                       | نفس                                                               | Breath                                                            | نرگس آبیار                                                        | پذیرفته نشد                                                       | [ ۳۲ ]                                                            |
| ۲۰۱۸ (۹۱ام)                                                       | بدون تاریخ، بدون امضاء                                            | No Date, No Sign                                                  | وحید جلیلوند                                                      | پذیرفته نشد                                                       | [ ۳۳ ]                                                            |
| ۲۰۱۹ (۹۲ام)                                                       | در جستجوی فریده                                                   | Finding Farideh                                                   | کوروش عطائی آزاده موسوی                                           | پذیرفته نشد                                                       | [ ۳۴ ]                                                            |
| ۲۰۲۰ (۹۳ام)                                                       | خورشید                                                            | The Sun                                                           | مجید مجیدی                                                        | پذیرفته نشد                                                       | [ ۳۵ ]                                                            |
| ۲۰۲۱ (۹۴ام)                                                       | قهرمان                                                            | A Hero                                                            | اصغر فرهادی                                                       | پذیرفته نشد                                                       | [ ۳۶ ]                                                            |
| ۲۰۲۲ (۹۵ام)                                                       | جنگ جهانی سوم                                                     | World War III                                                     | هومن سیدی                                                         | پذیرفته نشد                                                       | [ ۳۷ ]                                                            |
| ۲۰۲۳ (۹۶ام)                                                       | نگهبان شب                                                         | The Night Guardian                                                | رضا میرکریمی                                                      | پذیرفته نشد                                                       |                                                                   |
| ۲۰۲۴ (۹۷ام)                                                       | در آغوش درخت                                                      | In the Arms of the Tree                                           | بابک خواجه‌پاشا                                                    | پذیرفته نشد                                                       |                                                                   |
| ۲۰۲۵ (۹۷ام)                                                       | در سایه سرو                                                       | In the Shadow of the Cypress                                      | شیرین سوهانی حسین ملایمی                                          | برنده اسکار                                                       |                                                                   |

## نوشتارهای وابسته
- سینمای ایران
- فهرست برندگان و نامزدهای جایزه اسکار بهترین فیلم غیر انگلیسی‌زبان